# Endasys transverseareolatus
Endasys transverseareolatus är en stekelart som först beskrevs av Gabriel Strobl 1901.  Endasys transverseareolatus ingår i släktet Endasys och familjen brokparasitsteklar. Inga underarter finns listade i Catalogue of Life.